# Aphidomyces psyllae-foersteri
Aphidomyces psyllae-foersteri är en svampart som först beskrevs av Šulc, och fick sitt nu gällande namn av Brain 1923. Aphidomyces psyllae-foersteri ingår i släktet Aphidomyces, ordningen Saccharomycetales, klassen Saccharomycetes, divisionen sporsäcksvampar och riket svampar.   Inga underarter finns listade i Catalogue of Life.